# Sterling Hendricks
Sterling Brown Hendricks (ur. 1902, zm. 1981) – amerykański specjalista w dziedzinie agronomii, zajmujący się chemią gleby i jej żyznością oraz podstawowymi zagadnieniami chemii nieorganicznej i organicznej. Członek National Academy of Sciences, laureat Narodowego Medalu Nauki, dyrektor naukowy Mineral Nutrition Laboratory.